# Fingerdjur
Fingerdjuret (Daubentonia madagascariensis), även kallad Aye-aye, är en art i ordningen primater och idag det enda djuret i sin familj. Fingerdjuret är den största nattaktiva medlemmen i underordningen Strepsirrhini och lever huvudsakligen i skogar.
Tidigare fanns en art till i släktet som var något större. Daubentonia robusta dog ut vid en okänd tidpunkt under de gångna 1000 åren.

## Utseende

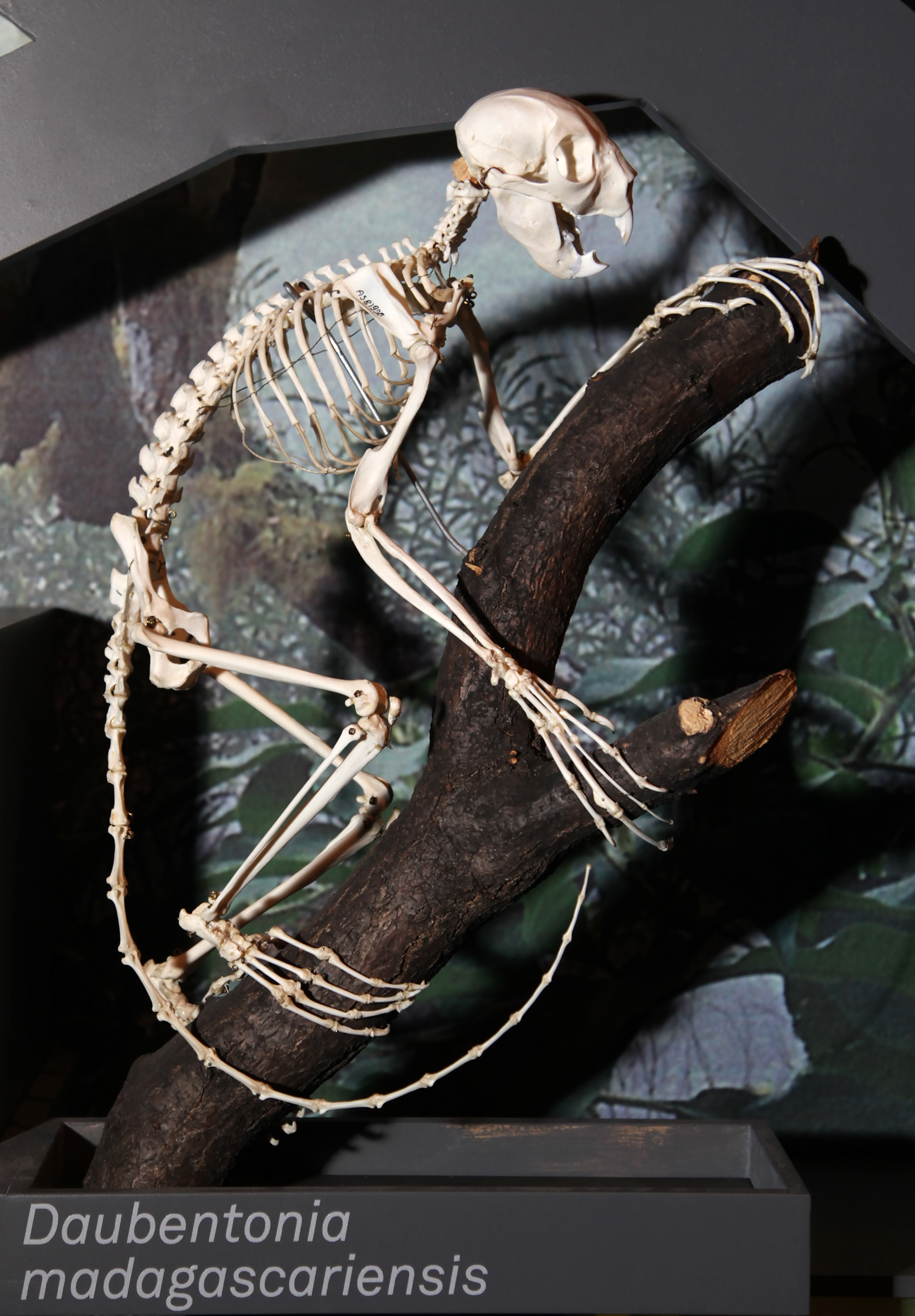
Skelett av ett fingerdjur, de utmärkande framtänderna syns tydligt.

Kroppen har en längd mellan 36 och 44 centimeter och därtill kommer en 50 till 60 centimeter lång svans. Ögonen är stora och lyser i gult. Även öronen är stora och hela djuret väger 2 till 3 kilogram. Det finns nästan ingen könsdimorfism, hannar är med en genomsnittlig vikt av 2,7 kilogram bara lite tyngre än honor som väger i genomsnitt 2,5 kilogram. Pälsen består av grova långa hår och är mest brunaktig eller svartaktig. De mörka håren är ljusa nära roten, vilket ibland är synligt. På vissa ställen (främst på djurets rygg) är hårens spetsar vita. Ansiktet, hakan och strupen är gulvita. Fötternas färg är mera svart.
Fingerdjuret har bara två framtänder ovan och nedan som liknar gnagarnas. Dessutom växer framtänderna alltid under individens liv. Liksom hos dessa saknas hörn- och nedre mellankindtänder (premolarer), varför man tidigare räknade djuret till gnagarnas ordning. I mjölktandssystemet har fingerdjuret flera framtänder och även hörn- och förkindtänder, så att det unga djuret bättre överensstämmer med övriga apor än den fullt utbildade individen. Tandformeln hos vuxna individer är I 1/1 C 0/0 P 1/0 M 3/3, alltså bara 18 tänder något som är den minsta tanduppsättningen i ordningen primater.
Ett skiljedrag mot alla andra primater är att honans två spenar sitter på buken. Bara stortån är utrustad med nagel, medan övriga fingrar och tår bär klor. Stortån är även motsättlig men tummen är bara lite mer rörlig än de andra fingrarna. Det faktum att tredje fingret är ovanligt tunt gav djuret dess namn.

## Utbredning och habitat
Fingerdjuret lever på Madagaskar. På ön lever fingerdjuret i tropiska regnskogar på östra sidan samt i mera torra skogar på norra och västra sidan. Den saknas bara i de torra södra regionerna och i bergsregionerna i öns centrum. I samband med skyddsåtgärder för att rädda arten infördes den även i regioner som ursprungligen var belägna utanför djurets utbredningsområde, till exempel under 1960-talet på ön Nosy Mangabe. Uppgifter att fingerdjuret redan innan levde på ön är obekräftade. Utöver de större populationerna som syns på kartan förekommer flera små och från varandra skilda populationer fördelade över nästan hela ön. I bergstrakter når arten 1875 meter över havet.
Angående skogstypen är arten variabel, den lever till och med i mangrove och fruktodlingar. Arten behöver däremot höga träd för att bygga boet.

## Levnadssätt

### Aktivitet och rörelsesätt

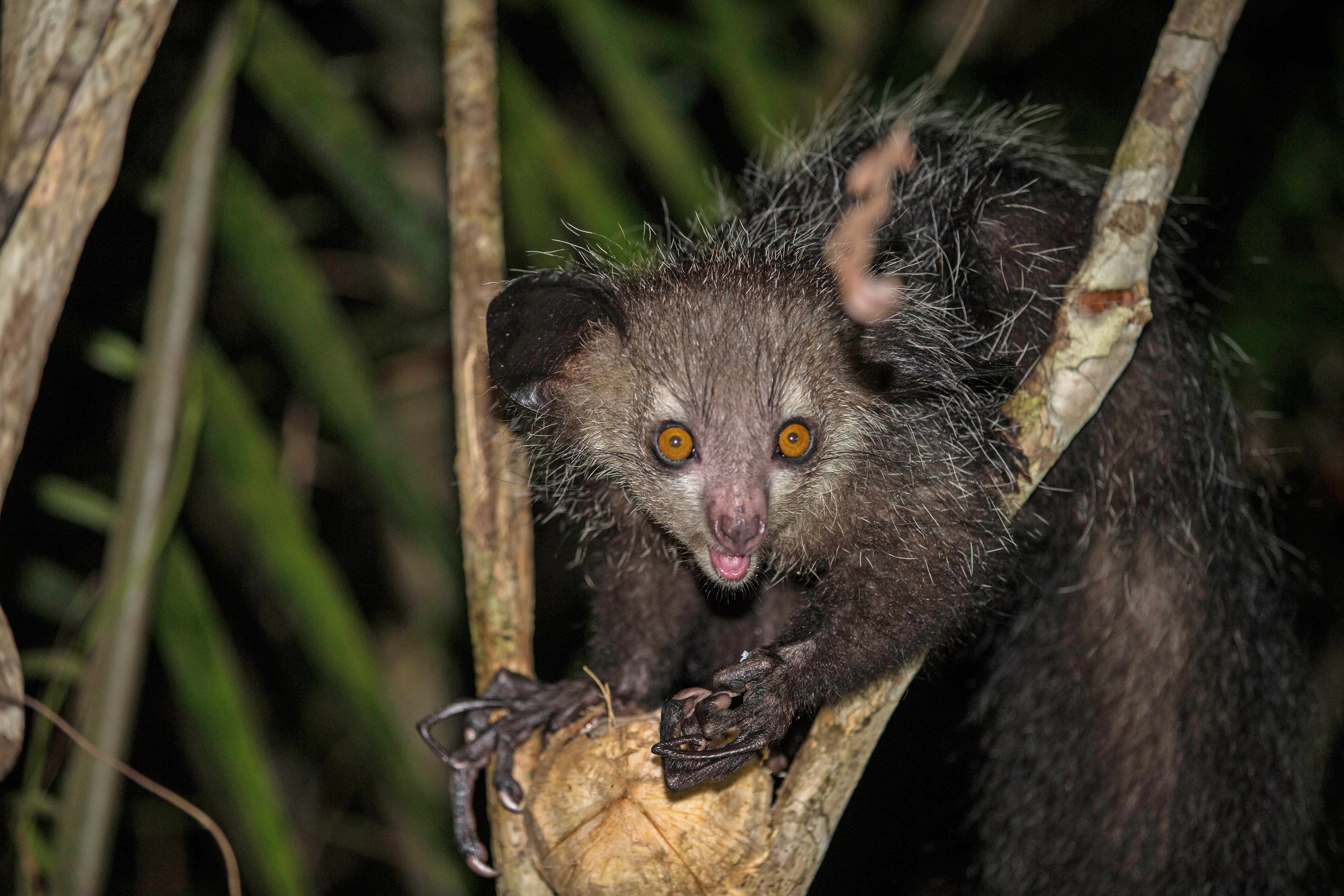
Fingerdjuret är aktivt på natten.

Djuret är aktivt på natten. På dagen sover individerna i bon som skapas av olika växtdelar. Boet ligger vanligen 10 till 15 meter över marken och göms i täta bladansamlingar. Boets diameter är omkring 50 centimeter. Fingerdjuret behöver ungefär ett dygn för att bygga ett bo av blad och kvistar. Varje fingerdjur har flera bon i reviret.
De första individerna lämnar sina bon 30 minuter före solnedgången (hannar oftast tidigare än honor) och först vid gryningen kommer de tillbaka. Cirka 80 procent av denna tid är de sysselsatt med rörelse och letandet efter föda, dessutom finns tider för kroppsvårdnaden och vilopauser. Flera gånger per natt letar de i pälsen efter parasiter. Denna aktivitet kan vara i 30 minuter. Vid vilopauser, som kan vara i två timmar, sitter de lugnt på ett ställe men sover inte. 
Fingerdjuret har olika rörelsesätt. Den går till exempel på fyra extremiteter eller hoppar. På grund av sina väl utvecklade fingrar och tår kan de klättra med huvudet neråt. Ibland hänger de från en gren genom att hålla sig fast med de bakre extremiteterna. Fingerdjur vistas även på marken. Där går de på sina handflator för att skydda fingrarna.

### Socialt beteende
Utanför parningstiden lever individerna vanligen ensamma. Trots allt syns ibland några individer tillsammans. När individerna träffas är det flera hannar eller hannar och en hona men två honor vistas aldrig på samma ställe. När hannar träffar på varandra uppstår ibland strider.
Hannarnas revir är med 125 till 215 hektar ganska stora och de överlappar ofta revir av andra hannar eller honor. Honornas territorier är däremot bara 30 till 40 hektar stora och de är bra avgränsade mot andra honors revir. Träffas två honor vid gränsen är de alltid aggressiva mot varandra. Reviret markeras med doftmärken som urin eller körtelvätska och kanske även med markeringar i trädens bark. Hannar vandrar 1,2 till 2,3 kilometer per natt.
Där reviren överlappar ligger ofta flera bon nära varandra. Man har även iakttagit flera bon i samma träd och individer som utnyttjade samma bo vid olika tider. Dessutom förekommer det att en individ övertar en bo som lämnats av ett annat fingerdjur.
Fingerdjuret har olika läten för att kommunicera. Det antas att ett av dessa läten var anledningen till djurets namn på engelska, Aye-aye.

### Föda
Fingerdjuret äter bland annat larver, som det genom att använda det tunna mittenfingret som en krok plockar ut ur deras gångar i träd. Denna primat är allätare och livnär sig förutom på insektslarver också på frukter, nötter, nektar och svampar. För att hitta insekterna slår djuret med fingret på trädens bark och upptäcker sina byten med hjälp av den väl utvecklade hörseln. Barken öppnas sedan med framtänderna. På så sätt fyller de samma ekologiska nisch som i andra regioner fylls av hackspettar.
Fingerdjuret äter gärna nektar av de resandes träd (Ravenala madagascariensis) och frukter av trädet Canarium madagascariensis. I plantager äter djuret ofta kokosnöt, mango och avokado. Man har till och med iakttagit individer som öppnade fågelägg.
Allmänt varierar födans sammansättning mycket, beroende på utbudet, årstiden och levnadsområde.

### Fortplantning
I motsats till flera besläktade primater är parningstiden hos fingerdjuret inte bunden till särskilda årstider. Honan kan para sig under tre till nio dagar vartannat eller vart tredje år. Vid dessa tillfällen rör sig honan fort genom reviret och ropar efter hannarna. Upp till 6 hannar samlas vid honan och strider om rätten att para sig. Själva parningsakten varar i ungefär en timme. Efteråt flyttar honan till ett annat ställe för att para sig med andra hannar.
Dräktigheten varar i 160 till 170 dagar och sedan föds ett enda ungdjur. Ungen väger vid födelsen 90 till 140 gram och har redan päls som är ljusare än hos vuxna djur. Under de första veckorna vistas ungen i moderns närhet men ibland får den stanna i boet. Efter cirka tre månader börjar ungen med fast föda och efter 6 till 7 månader slutar honan att amma den. När ungdjuret är ett och ett halvt till två år gammalt lämnar det modern för gott. Efter 2,5 till 3,5 år blir ungarna könsmogna. Livslängden i naturen är okänd, men individer i fångenskap har blivit upp till 24 år gamla.
Oklarheter finns även angående fingerdjurets naturliga fiender. Det enda djuret som bevisligen jagar fingerdjur är fossan.

## Fingerdjur och människor
På Madagaskar finns olika åsikter i samband med djuret. I vissa regioner anses djuret som tecken för lycka och i andra områden har arten ett dålig rykte och dödas ibland. Ofta påstås att djuret har magiska egenskaper. Till exempel finns en berättelse att fingerdjuret skapar gräskuddar för dem som vandrar genom skogen. En person som efter natten hittar kudden under huvudet ska komma till större rikedom. Å andra sidan ska den som hittar kudden under fötterna bli offer till en trollkarl. Vissa invånare tror att den som dödar ett fingerdjur dör själv i loppet av ett år. Därför hjälper de ofta fingerdjur som av misstag hamnat i fällor som var tänkta för andra djur.
Enligt nyare studier är utbredningsområdet större och hotet mot djuret mindre än det antogs tidigare. Trots allt finns en del hot mot arten. Djuret jagas när det hämtar frukter från fruktodlingar och i vissa regioner dödas djuret för köttets skull. Dessutom röjs ofta träd som är födokällor för arten. IUCN listade arten året 2000 som starkt hotad (endangered) och 2008 listades fingerdjur tillfällig som nära hotad (near threatened). Under de senaste 30 till 36 åren (tre generationer räknat från 2014) minskade populationen med nästan eller lite mer än 50 procent. Därför listas arten åter som starkt hotad.
Fingerdjur finns i olika djurparker och inhägnader på Madagaskar. Större avelsprogram finns även i djurparker utanför ön. Programmet koordineras av Duke University Primate Center i Durham, North Carolina och av Jersey Wildlife Preservation Trust på ön Jersey.

## Systematik
Fingerdjuret tillhör delordningen Lemuriformes som i sin tur tillhör underordningen Strepsirhini bland primaterna. I delordningen Lemuriformes utgör fingerdjuret systergruppen till alla övriga taxa. Vissa zoologer listar arten till och med i en egen delordning, Chiromyiformes. Idag är arten den enda i familjen Daubentoniidae och även i släktet Daubentonia. För cirka tusen år sedan fanns en art till i släktet, Daubentonia robusta, som var ungefär en tredjedel större än dagens fingerdjur.
Vid den första vetenskapliga beskrivningen 1788 klassificerades fingerdjuret på grund av framtändernas byggnad som gnagare. Det antogs att arten ingår i ekorrfamiljen och därför fick den i början namnet Sciurus madagascariensis. 1795 flyttades arten till ett eget släkte, Daubentonia, som syftar på den franska naturforskaren Louis-Jean-Marie Daubenton, men det var fortfarande oklart hur djuret ska inordnas i systematiken. Först i mitten av 1800-talet hittade den engelska zoologen Richard Owen likheter mellan fingerdjurets mjölktänder och tänder av andra primater. Han flyttade djuret till denna ordning.